# قرة كليسا
قرة كليسا (بالفارسية: قره کلیسا) هي مستوطنة تقع في قسم ببه‌جيك (مقاطعة تشالدران) في إيران. يقدر عدد سكانها بـ 174 نسمة .